# Xã Hampton-Fairview, Quận Rush, Kansas
Xã Hampton-Fairview (tiếng Anh: Hampton-Fairview Township) là một xã thuộc quận Rush, tiểu bang Kansas, Hoa Kỳ. Năm 2010, dân số của xã này là 268 người.